# River Runs Red
River Runs Red è l'album di debutto della band hardcore di New York Life of Agony del 1993 prodotto con la casa discografica Roadrunner Records.

## Tracce
1. This Time – 5:42
2. Underground – 4:41
3. Monday – 1:31
4. River Runs Red – 1:55
5. Through and Through – 3:06
6. Words and Music – 5:13
7. Thursday – 2:10
8. Bad Seed – 5:40
9. My Eyes – 2:47
10. Respect – 4:16
11. Method of Groove – 5:17
12. The Stain Remains – 4:31
13. Friday – 3:36

### Bonus track
Una versione digipack di River Runs Red, pubblicata nel 1994, contiene quattro tracce aggiuntive:
1. Plexi Intro/Respect (live) - 6:37
2. This Time (live) - 5:31
3. Through and Through (live) - 5:05